# 시스터 프린세스
《시스터 프린세스》(シスター・プリンセス, Sister Princess)는 미디어 웍스가 발행하는 잡지《전격 G's 매거진》의 독자참가기획을 발단으로 하는 미디어믹스 작품들의 통칭. "시스프리(シスプリ)"라는 약칭으로도 많이 불린다.

## 메인 캐릭터
" "내에서 표현하는 것은, 각 여동생 특유의 오빠에 대한 호칭, 자신을 가리키는 1인칭 표현을 가리킨다. 오빠에 대한 호칭의 경우는 한국어로 표현하기 어려운 표현도 있는 관계로 원어 발음을 그대로 표기한다.

### 여동생
카렌(일본어: 可憐 かれん)
"오니쨩(お兄ちゃん)―카렌(可憐)"
키:148cm, 생일:9월 23일
성우 - 쿠와타니 나츠코
청순파 히로인풍의 여동생.
카호(일본어: 花穂 かほ)
"오니쨔마(お兄ちゃま)―카호(花穂)"
키:143cm, 생일:1월 7일
성우 - 모치즈키 히사요
잘 넘어지는 순수한 덤벙쟁이 계열의 여동생. 그래도 오빠를 응원하기 위해 치어리더부에 소속되어 연습을 하고있는 기운찬 여자아이.
마모루(일본어: 衛 まもる)
"아니(あにぃ)―나(ボク)"
키:150cm, 생일:10월 18일
성우 - 코바야시 유미코
스포츠를 좋아하고 건강미를 가진 여동생. 머리모양은 보이쉬한 세미숏으로, 일인칭은 나(ボク).
사쿠야(일본어: 咲耶 さくや)
"오니사마(お兄様)―저(私(わたし))(어릴적-사쿠야(さくや))"
키:159cm, 생일:12월 20일
성우 - 호리에 유이
오빠의 관심을 얻기 위해 색기 넘치는 행동을 보이는 소악마 계열의 여동생.
히나코(일본어: 雛子 ひなこ)
"오니타마(おにいたま)―히나(ヒナ)"
키:132cm, 생일:8월 15일
성우 - 치바 치에미
순진하고 사람을 잘 따르는 성격의 여동생.
마리에(일본어: 鞠絵 まりえ)
"아니우에사마(兄上様)―저(わたくし)"
키:148cm, 생일:4월 4일
성우 - 유즈키 료카
몸이 약한 관계로, 멀리 떨어진 고원의 요양소에서 입원생활을 하고 있는 여동생.
시라유키(일본어: 白雪 しらゆき)
"니사마(にいさま)―히메(姫)"
키:140cm, 생일:2월 11일
성우 - 요코테 쿠미코(현:효세이)
요리를 아주 좋아하는 여동생. 머리모양이 상당히 특수한 형태의 롤헤어에 그것은 커다란 리본으로 묶고 있다.
링링(일본어: 鈴凛 りんりん)
"아니키(アニキ)―나(あたし·わたし)(어릴적-린(リン))""
키:152cm, 생일:7월 9일
성우 - 칸자키 치로
발명가로서의 재능을 가진 물리계 여동생. 머리모양은 단발에, 머리엔 고글을 끼고 있는 경우가 많다.
치카게(일본어: 千影 ちかげ)
"아니군(兄くん)―나(私)(어릴적-치카(ちか))""
성우 - 카와스미 아야코
마녀와 같은 수상한 매력을 가진 여동생.
하루카(일본어: 春歌 はるか)
"아니기미사마(兄君さま)―저(ワタクシ)(어릴적-하루카(ハルカ))""
성우 - 카카즈 유미
오빠의 호위와 집안일을 돕기 위해 멀리 떨어진 독일에서 찾아온 여동생으로, 본지 연재 초기의 후반에와서 추가된 3인의 여동생 중 1명.
요츠바(일본어: 四葉 よつば)
"아니쨔마(兄チャマ)―요츠바(四葉)"
키:149cm, 생일:6월 21일
성우 - 한바 토모에
일본에서 살고 있는 오빠에 대해 알고 싶어서 영국에서 찾아온 여동생으로, 본지 연재 초기의 후반에와서 추가된 3인의 여동생 중 1명.
아리아(일본어: 亞里亞 ありあ)
"니이야(兄や)―아리아(亞里亞)"
키:139cm, 생일:11월 2일
성우 - 미즈키 나나
프랑스에서 온 여동생으로, 본지 연재 초기의 후반에와서 추가된 3인의 여동생 중 1명.

## 서브 캐릭터
야마가미 마미미
주인공에 대한 호칭:"안쨩(アンチャン)"
성우 - 히카미 쿄코
주인공의 여동생 행세하는 가짜 여동생. 어느새 진짜 여동생처럼 행동하고 주인공도 구별하지 못한다.

## 본지 연재

### 관련상품
전격 G's PREMIUM 시스터 프린세스 〜오빠가 아주 좋아♥〜 오피셜 캐릭터즈 북
2000년 7월 발매, ISBN 978-4-8402-1607-4
전격 G's 매거진 캐릭터 콜렉션 시스터 프린세스 〜오빠가 아주 좋아♥〜
1. 카렌 - 2000년 11월 발매, ISBN 978-4-8402-1717-0
2. 카호 - 2000년 11월 발매, ISBN 978-4-8402-1718-7
3. 마모루 - 2000년 11월 발매, ISBN 978-4-8402-1719-4
4. 사쿠야 - 2001년 2월 발매, ISBN 978-4-8402-1750-7
5. 히나코 - 2001년 2월 발매, ISBN 978-4-8402-1751-4
6. 마리에 - 2001년 2월 발매, ISBN 978-4-8402-1752-1
7. 시라유키 - 2001년 3월 발매, ISBN 978-4-8402-1789-7
8. 링링 - 2001년 3월 발매, ISBN 978-4-8402-1790-3
9. 치카게 - 2001년 3월 발매, ISBN 978-4-8402-1791-0
10. 하루카 - 2001년 4월 발매, ISBN 978-4-8402-1803-0
11. 요츠바 - 2001년 4월 발매, ISBN 978-4-8402-1804-7
12. 아리아 - 2001년 4월 발매, ISBN 978-4-8402-1805-4

## 게임
미디어 웍스로부터 5타이틀, 마벨라스 엔터테인먼트로부터 1타이틀이 발매되었다. 또한, 이 외에도 Windows 95로부터 Windows XP까지의 OS에 대응하는《타이핑 시스터 프린세스》(4타이틀)이라는 작품으로 스택으로부터 제작되고 있었지만 이쪽은 발매중지가 되었다.
그리고 오버플로우의 모기업인 스택이 제작했기 때문에 오버플로우의 가계도(토마루 전설)에 시스터 프린세스의 주인공들이 나오기도 했다.

### Sister Princess
2001년 4월 26일, 미디어 웍스로부터 발매. 개발은 STACK이 담당. 대응기종은 플레이스테이션으로 장르는 연애 어드벤처 게임. 2002년 3월 28일에는《Sister Princess PREMIUM EDITION》이라는 타이틀로 드림캐스트판이 발매되었다.

### Sister Princess 퓨어 스토리즈
2001년 12월 13일, 미디어 웍스로부터 발매. 대응기종은 플레이스테이션으로, 드림캐스트판은 전작의《PREMIUM EDITION》에 합본으로서 수록되어 있다.